# Бињовце
Бињовце (слч. Bíňovce) насељено је мјесто са административним статусом сеоске општине (слч. obec) у округу Трнава, у Трнавском крају, Словачка Република.

## Становништво
| Година:    | 1994. | 2004.   | 2014.   | 2024.   |
| ---------- | ----- | ------- | ------- | ------- |
| Број људи: | 647   | 654     | 663     | 639     |
| Разлика:   |       | +1,08 % | +1,37 % | -3,61 % |

| Година:    | 2023. | 2024. |
| ---------- | ----- | ----- |
| Број људи: | 639   | 639   |
| Разлика:   |       | +0 %  |

Према подацима о броју становника из 2024. године насеље је имало 639 становника.